# Polyura narcaeus
Espèce
 Polyura narcaeus est une espèce de lépidoptères (papillons) de la famille des Nymphalidae et de la sous-famille des Charaxinae. 

## Description
Polyura narcaeus est un grand papillon, au corps gris, aux ailes antérieures au bord externe légèrement concave et aux ailes postérieures à deux queues.
Sur le dessus les ailes sont blanches à large bordure des bords externes ornée aux ailes antérieures d'une ligne de gros points blancs et aux ailes postérieures par une bande blanche la séparant en deux bandes noires. L'angle anal est marqué d'un point jaune et les queues soulignées de bleu.

## Biologie

### Plantes hôtes
Les plantes hôtes de la chenille sont Trema orientalis, Celtis formosana, Pithecellobium lucidum, Prunus phaeosticta.

## Écologie et distribution
Il est présent dans le sud-est du Tibet, dans le nord de l'Assan, en Chine, à Taïwan, en Birmanie, au Vietnam et en  Thaïlande.

## Systématique
L'espèce  Polyura narcaeus  a été décrite par le naturaliste britannique William Chapman Hewitson en 1864.

### Synonymie
- Charaxes mandarinus (C. & R. Felder, 1867)[3]
- Eulepis narcaeus (Rothschild & Jordan, 1899) [4]
- Polyura narcaea Erreur typographique fréquente

### Nom vernaculaire
Polyura  narcaeus se nomme en anglais China Nawab.

## Taxinomie
Il existe plusieurs sous-espèces
- Polyura  narcaea meghaduta (Fruhstorfer) [5]

Les larves de cette sous espèces se nourrissent de Trema orientalis, Celtis formosana, Pithecellobium lucidum, Prunus phaeosticta
- Polyura narcaeus aborica (Evans)
- Polyura narcaeus thawgawa (Tytler, 1940)
- Polyura narcaeus lissainei (Tytler)[1].

## Polyura narcaeuset l'Homme

### Protection
Pas de statut de protection particulier.